# ماریا میرت
ماریا میرت (انگلیسی: María Miret؛ زادهٔ ۱۳ مهٔ ۱۹۹۵) بازیکن فوتبال اهل اسپانیا است.